# Leptothrips septemtrionalis
Leptothrips septemtrionalis är en insektsart som beskrevs av Johansen 1987. Leptothrips septemtrionalis ingår i släktet Leptothrips och familjen rörtripsar. Inga underarter finns listade i Catalogue of Life.